# 250 東57丁目
250 東57丁目 (250 East 57th Street) は、ニューヨーク市マンハッタン区東57丁目に2016年に完成した超高層ビルである。
このビルの建設は2010年に建設が始まった。設計はスキッドモア・オーウィングズ・アンド・メリルによるモダニズム様式で、59階建て高さ217 m (712 ft)の住宅棟および2つの新しい学校と78,000平方フィート (7,200 m2)の小売施設等がこのビルに含まれることとなった。住宅棟の完成に先んじて、ホールフーズ・マーケットおよび2つの学校（PS 59とHigh School of Art and Design）が2012年秋にオープンした。住宅棟とさらなる小売り施設は2016年に開業した。